# Franz Hein (Bischof)
Franz Paul Michael Hein (* 28. September 1901 in Kischegyes; † 25. August 1986 in Stuttgart-Neugereut) war ein jugoslawiendeutscher evangelischer Theologe und Bischof der Evangelischen Kirche im Banat.

## Leben
Nach dem Besuch des Gymnasiums in Werbaß machte er 1920 seine Matura und studierte Recht an der Universität Zagreb. Ab 1922 studierte er an der Universität in Wien und Universität Zürich Evangelische Theologie. Am 15. März 1926 legte er das erste (kirchliche) Examen ab und wurde Kaplan in Werbaß. Am 26. Juni des gleichen Jahres legte er sein zweites kirchliches Examen in Budapest ab, wurde von Bischof Sándor Raffay ordiniert und Kaplan in Sarajewo. Am 1. Oktober 1927 wurde er als Gemeindekaplan nach Tscherwenka in der Vojvodina berufen, bevor er es 1929 in Petrovopolje (Franz-Josefsfeld) in Bosnien wurde. Ein Jahr später wurde er in Königsfeld zum Präsidenten der bosnischen Synode gewählt. Am 15. Mai 1935 wurde er der siebte und letzte Pfarrer in der Gemeinde Franzfeld (Vojvodina). 
Am 27. Januar 1942 wurde er vom Landeskirchentag zum Bischof der Evangelischen Kirche im Banat gewählt und am 15. März fand durch Theodor Heckel die Investitur statt. 1944 floh er über Bad Ischl, wo er das Christliche Hilfswerk in Wien gründete, nach Stuttgart, wo er Pfarrer der Markuskirche wurde. Von hier aus begann sein großes Hilfswerk für seine Landsleute. Dafür wurde er 1976 mit dem Großen Bundesverdienstkreuz ausgezeichnet.
Hein war mit Katharina Krautwurst aus Werbaß verheiratet und sie waren Eltern der Söhne Gerhard und Edgar.

## Schriften
- Bischof Franz Hein - Festschrift zum 75. Geburtstag